# Мала Поваліха
Мала Повалі́ха (рос. Малая Повалиха) — село у складі Первомайського району Алтайського краю, Росія. Входить до складу Новоберезовської сільської ради.

## Населення
Населення — 80 осіб (2010; 126 у 2002).
Національний склад (станом на 2002 рік):
- росіяни — 97 %